# Abd-Xams (nom)
Abd-Xams (àrab: عبد شمس, ʿAbd Xams) o, menys freqüentment, Abd-aix-Xams (àrab: عبد الشمس, ʿAbd ax-Xams) és un nom masculí teòfor àrab d'època preislàmica que literalment significa ‘Servidor de(l déu) Sol’. Si bé Abd-Xams o Abd-aix-Xams són les transcripcions normatives en català del nom en àrab clàssic, també se'l pot trobar transcrit d'altres maneres, normalment per influència de la pronunciació dialectal o seguint altres criteris de transliteració.